# Clystea paulista
Clystea paulista är en fjärilsart som beskrevs av Max Wilhelm Karl Draudt 1915. Clystea paulista ingår i släktet Clystea och familjen björnspinnare. Inga underarter finns listade i Catalogue of Life.